# Dichaea pendula
Dichaea pendula là một loài thực vật có hoa trong họ Lan. Loài này được (Aubl.) Cogn. mô tả khoa học đầu tiên năm 1903.